# Northrop YB-35
Le Northrop YB-35 ou Northrop NS-1 est le premier aéronef américain de type aile volante ; il est conçu et développé pendant la Seconde Guerre mondiale par la Northrop Corporation sur une demande des forces aériennes de l'armée des États-Unis, voulant disposer d'un bombardier lourd à long rayon d’action capable de bombarder l'Europe depuis les États-Unis dans le cas où la Grande-Bretagne tomberait aux mains des nazis.

## Conception
Le YB-35 est pensé et réalisé par Jack Northrop qui fait du concept d'aile volante son axe de recherche prioritaire pendant plus de 20 ans.
Le début de cette recherche est mené par Northrop à partir d'une des photos ou croquis d’un planeur allemand conçu par les frères Horten. Vers les années 1930, le gouvernement allemand s’oriente vers le développement des planeurs, car le Traité de Versailles signé après la Première Guerre mondiale lui interdit le développement de nouveaux avions. Ces premiers planeurs souffrent de problèmes d’instabilité qui sont réglés juste avant la fin de la Seconde Guerre mondiale.
Néanmoins, à compter de 1923, Jack Northrop considère toujours que ce design très particulier représente le futur de tout nouveau développement d’avion.
À la fin de la guerre, un exemplaire du biréacteur Horten Ho 229 est capturé par l’USAAF et envoyé à Northrop Corporation pour évaluation. Northrop est choisi grâce à son expérience sur les ailes volantes.
Parallèlement, en avril 1941, l’USAAF lance une étude d’un bombardier intercontinental, emportant plus de 9 000 kg de bombes dans un rayon de plus de 16 000 km. Il doit servir à bombarder l’Allemagne nazie en cas de défaite du Royaume-Uni.
L'appel d'offres est initialement adressé à Boeing et Consolidated et donne naissance au Convair B-36. En mai, Northrop est invité à participer à cet appel d’offres.
En novembre 1941, l’USAAF signe un contrat pour un prototype du XB-35. Ce contrat prévoit également une option pour un deuxième prototype, option confirmée en 1942. Le premier exemplaire fut livré en novembre 1943, le second en avril 1944.
À l’origine, l’USAAF souhaitait commander 200 exemplaires du B-35. Mais les installations de Northrop n’étant pas équipées pour une production de masse, la construction fut confiée à Glenn Martin Cie.

## Premiers vols

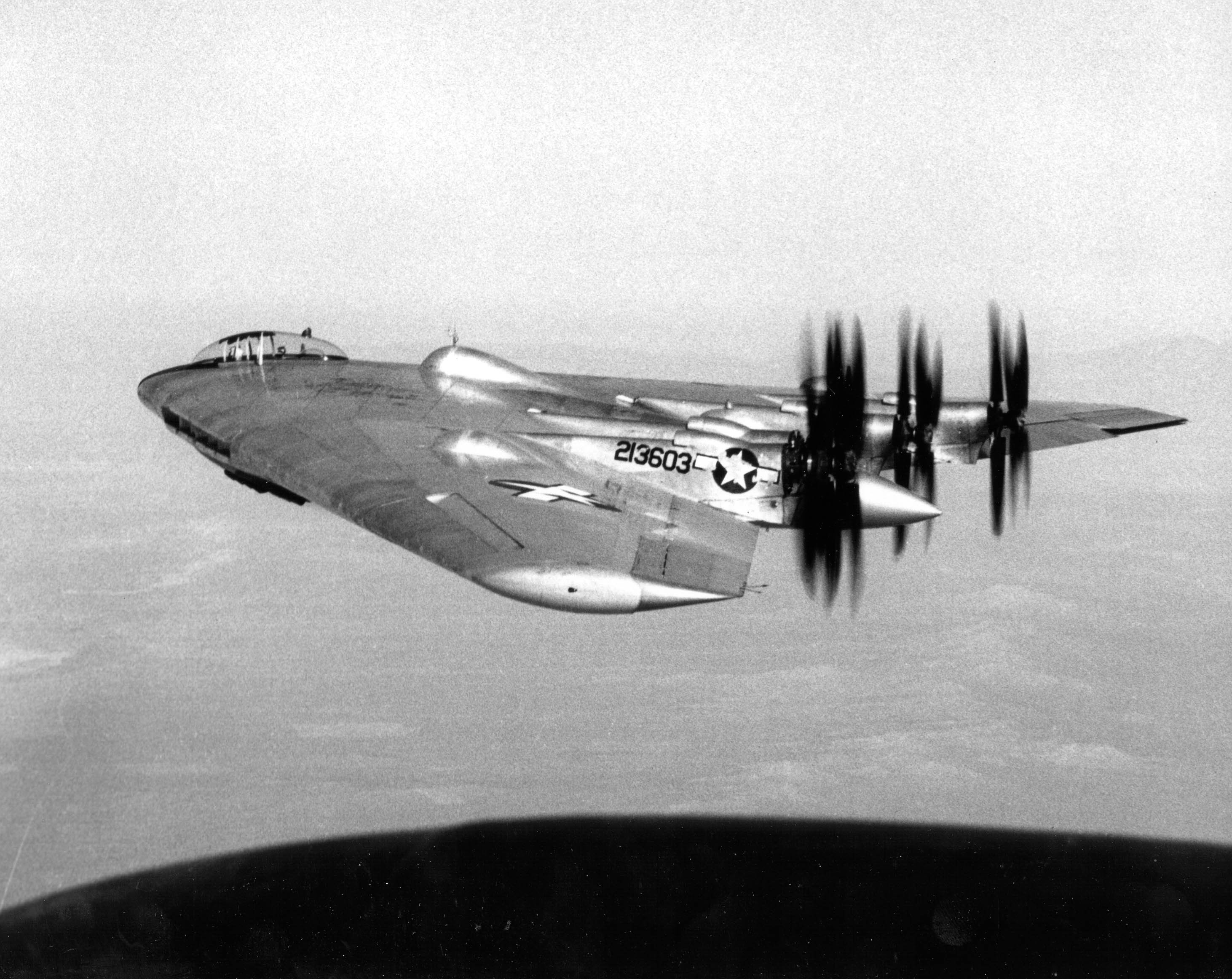
Un prototype XB-35 au cours d'un vol d'essai.

Puisque le nouvel avion exigerait un temps de conception important à cause de la configuration particulière de l’avion, Northrop décida de construire une réplique volante à l’échelle d’un tiers du XB-35, appelé N-9M (le M signifiant Model en anglais sous-entendu modèle réduit) dérivé du N-1M. Le Northrop N-1M fut le premier avion de type aile volante et servit au développement du N-9M qui permit de collecter des informations importantes pour la suite du projet.

Le N-9M serait utilisé pour rassembler et déchiffrer des données de vol (validant le concept d’Aile Volante) qui serviront lors de la construction du XB-35. Il serait aussi utilisé pour les pilotes afin de les familiariser avec le concept d’Aile Volante.
Le 13 septembre 1943, l’USAAF commande 13 exemplaires de présérie.
Le XB-35 tire avantage également d’un nouvel alliage d'aluminium, plus résistant, conçu par Alcoa.
Le premier vol du XB-35 a lieu le 25 juin 1946 et dure 45 minutes ; l'avion, piloté par Max Stanley, décolle des usines Northrop, à Hawthorne, pour rejoindre la base de Muroc. Des problèmes d’instabilité apparaissent, les hélices contrarotatives génèrent de puissantes vibrations et mettent à mal les boites de transmissions. Après seulement 19 vols, Northrop cloue au sol le premier XB-35, le deuxième l'est après huit vols de tests.
Malgré la modification des hélices (les hélices contrarotatives sont remplacées par des hélices classiques), les problèmes de vibration et d’instabilité sont toujours présents. En outre, le retour à une configuration classique des hélices diminue fortement les performances générales de l’avion.
De plus, le système d’échappement des gaz se révéla très complexe à maintenir et, après seulement deux ans de tests, les moteurs montrent déjà des signes de fatigue.
En 1948, avec l’arrivée du réacteur, il apparait clairement à l’USAAF que le XB-35 serait déjà obsolète avant sa mise en service. Le contrat est annulé et les deux seuls exemplaires ayant volé sont mis au rebut  en 1949.
L’USAF (nouvellement créée comme arme indépendante en 1947) ne désire pas perdre les fonds investis dans le projet du XB-35 sans avoir des retombées opérationnelles. Il est envisagé de transformer les exemplaires restants soit en ravitailleurs en vol soit en appareils de reconnaissance stratégique.
À cause des problèmes de vibrations et d’instabilité, ces développements ne connaissent finalement aucun aboutissement.

## Autres versions
- YB-35B : 4 appareils gardés pour les pièces de rechange.
- YB-35A : 5 derniers appareils de présérie, qui comprennent les dernières modifications du XB-35.
- YRB-49 : 1 YB-35A modifié avec 6 réacteurs et utilisé comme prototype d’avion de reconnaissance[4].
- EB-35 : 1 YB-35 banc d’essai volant pour le turbopropulseur XT-37 Turbodyne.
- YB-49 : 2 des treize exemplaires de présérie sont modifiés avec le remplacement des 4 moteurs initiaux par 8 turboréacteurs, rebaptisés YB-49.